# Can Matons
Can Matons és una masia de Santa Maria de Martorelles (Vallès Oriental) inclosa a l'Inventari del Patrimoni Arquitectònic de Catalunya.

## Descripció
Masia amb carener perpendicular a la façana, rematada per una cornisa llisa i un cercle a sobre la teulada de dues vessants. Era pintada de blanc i una quadriculat vermell dividida en cossos la façana. A la porta d'entrada, en forma d'arc, s'hi accedeix per tres graons. Al interior la distribució és la típica de totes les masies, és a dir rebedor, a la dreta la cuina, a l'esquerra una estança i el fons el rebedor que dona accés a les cambres. El més interessant són les sales on es bulli el vi i on es trepitjava el raïm, actualment hi ha bótes.

## Història
La casa fou restaurada aproximadament a la dècada dels 80 del segle xx. Fruit d'aquestes remodelacions, s'obrí un porxo que dona a un petit pati que, temps enrere, devia ser la façana de la susdita casa, doncs en aquest llenç de paret s'hi disposa un rellotge de sol amb l'any 1770. A la façana principal, vora la porta d'entrada, hi ha una inscripció que resa això: "CUARTEL DEL NORTE".